# Junker

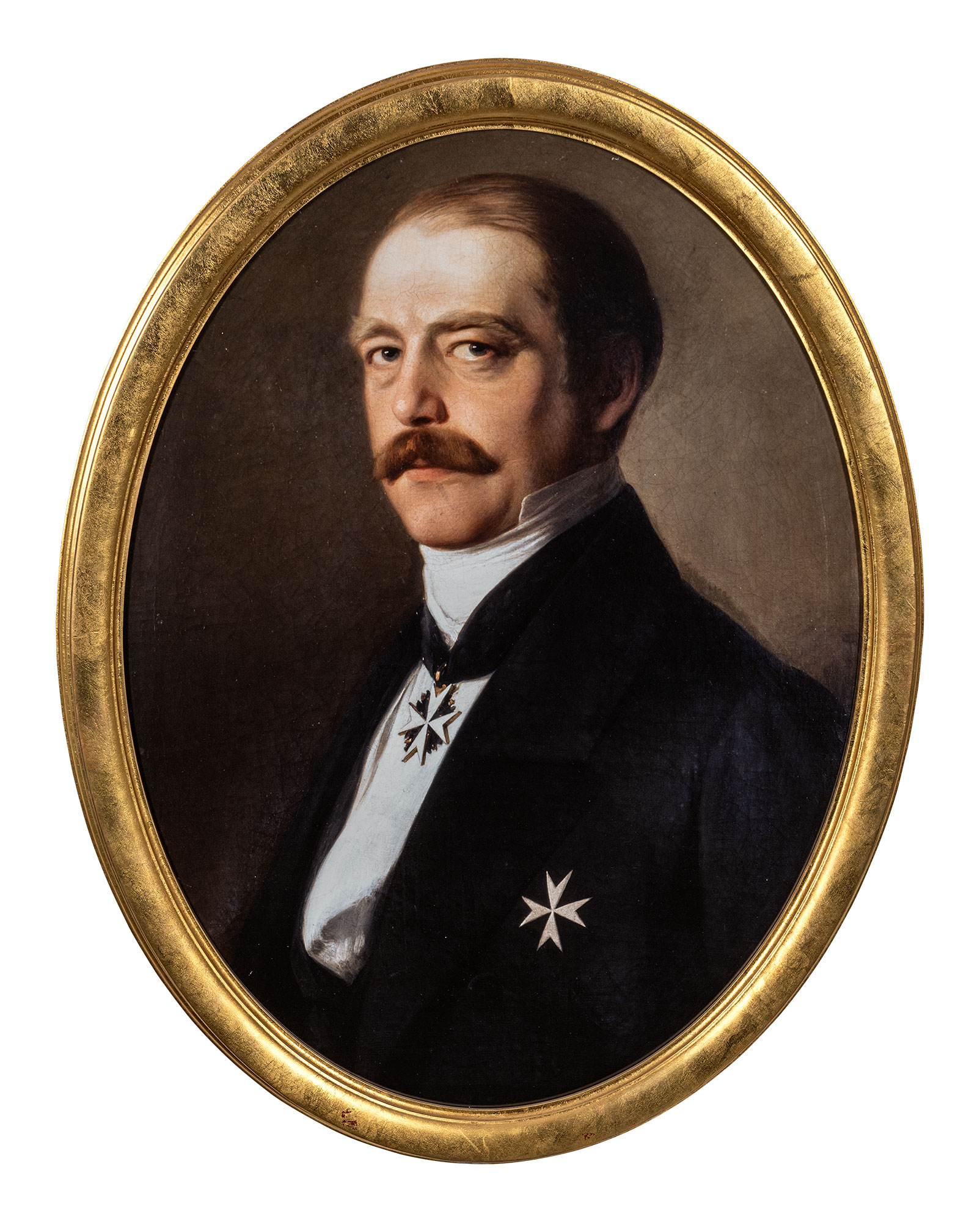
Otto von Bismarck var den mest kände junkern i det tyska kejsardömet.

Junker (medelhögtyska Juncherre, fornsvenska iunk-hærra) betyder egentligen ung herre, särskilt ung obetitlad ädling, och användes förr även som titel för unga prinsar.
Junker har särskilt använts om adliga godsägare i stora delar av Preussen (det så kallade "Ostelbien"), och ofta med nedlåtande betydelse av reaktionär. Deras mycket konservativa lokala styre kallades junkervälde. En framträdande person från junkerklassen i rikspolitiken var Otto von Bismarck.
I flera tyska arméer betydde junker förr detsamma som officersaspirant och brukades i denna betydelse även i Ryssland, där de undervisningsanstalter, som motsvarade de tyska "Kriegsschulen", kallades junkerskolor.
Ordet lever kvar i svenskan i utvidgad form i ord som till exempel fanjunkare, hovjunkare, jaktjunkare, lantjunkare, styckjunkare och kammarjunkare. I Sverige kan ordet även utnyttjas som skämtsam benämning om ung man - "gunstig junker".
Efter Sovjetunionens ockupation av östra Tyskland 1944-45 fördrevs junkrarna och deras egendom konfiskerades.
Staden Yonkers, New York har sitt namn efter "junkern" Adriaen Van der Donck, som var stor jordägare i Nya Nederländerna på 1600-talet.